# Кримськотатарський національний рух (1950-1980-ті рр.)
Кримськотатарський національний рух — національний рух кримських татар, який сформувався у другій половині 1950-х років (після XX з'їзду КПРС) як рух репресованого народу, який зазнав у сталінський період насильницької депортації і морального приниження. Основні вимоги активістів руху включали в себе відновлення автономії, повернення народу на свою історичну батьківщину, компенсацію втраченого в результаті депортації. Витоки руху сягають першого повоєнного десятиріччя. У 1950—1960-ті роки серед його лідерів були партійні працівники, ветерани війни, учасники партизанського руху в Криму. Рух досяг піку в 1960-ті роки, після чого був придушений, відродився в роки перебудови й досяг відчутних політичних результатів на початку 1990-х років.
Рух мав великий досвід підпільної боротьби, протидії радянським і партійним структурам (в Узбекистані, Таджикистані, Краснодарському краї, безпосередньо в Криму), досвід організованих масових виступів і зіткнень з правоохоронними органами, які застосовували силові методи (розгони мітингів, побиття демонстрантів, арешти активістів, судове переслідування). Кримськотатарський національний рух характеризувався масовістю і організованістю, радикалізмом, чіткою політичною спрямованістю, пафосом ідеї національної державності, поєднанням певної етнічної самоізоляції з установками широкої екстериторіальності і відродженням ідей пантюркської і панісламістськоі спільності і солідарності. Національний рух кримськотатарського народу, на відміну від багатьох інших національних рухів СРСР, отримав широке міжнародне визнання.

## Історія

### Депортація кримських татар
18—20 травня 1944 року, незабаром після очищення Кримського півострова від німецьких військ, за рішенням Державного комітету оборони СРСР силами НКВС була здійснена депортація всього кримськотатарського населення Кримської АРСР до Узбецької РСР і сусідні райони Казахської і Таджицької РСР; невеликі групи були відправлені до Марійської АРСР і ряд інших регіонів РРФСР. Офіційно ця акція обґрунтовувалася фактами участі кримських татар у колабораціоністських формуваннях, які виступали на боці нацистської Німеччини. Адміністративного вислання зазнали також кримські татари, які воювали на фронті й у партизанських загонах, і ті кримські татари, хто евакуювався з Криму до його окупації і встиг повернутися з евакуації в квітні-травні 1944 року. Це були керівники та працівники Кримського обкому ВКП(б) (на чолі з першим секретарем) і Раднаркому КАССР.
За даними Відділу спецпоселень НКВС, у листопаді 1944 року в місцях виселення перебували 193 865 кримських татар, з них в Узбекистані — 151 136, в Казахській РСР — 4286, у Марійській АРСР — 8597, інші були розподілені «для використання на роботах» до Молотовської (10 555), Кемеровської (6743), Горьківської (5095), Свердловської (3594), Іванівської (2800), Ярославської (1059) областей Російської РФСР.
В Узбекистані багато переселенців були визначені на роботу на будівництво Фархадскої ГЕС у м. Бекабад, на рудники «Койташ» і «Ташкент-Сталінвугілля» Самаркандської області, до колгоспів і радгоспів Ташкентської, Андижанської, Самаркандської області, Шахризябського і Кітабського районів Кашкадар'їнської області.
Протягом 12 років, до 1956 року, кримські татари мали статус спецпереселенців, що передбачав різні обмеження в правах. Усі спецпереселенці були поставлені на облік і були зобов'язані реєструватися в комендатурах. Формально за спецпереселенцями зберігалися громадянські права: вони мали право брати участь у виборах, комуністи влилися до місцевих партійних організацій.
У 1967 році указом Президії Верховної Ради СРСР «Про громадян татарської національності, які раніше проживали в Криму» були зняті всі санкції проти кримських татар і навіть була дана оцінка попередніх законодавчих актів як «огульних звинувачень … необґрунтовано віднесених до всього татарського населення Криму». Проте для кримських татар була фактично закрита можливість повернення до Криму, де вони не могли отримати ні житло, ні роботу.

### До середини 1980-х років
Стихійні протести проти висилки відзначалися серед кримських татар уже в 1940-і роки — виготовлялися і розклеювали листівки із закликами повернути народ до Криму, було зафіксовано понад тисячу втеч з місць спецпоселення.
В кінці 1950-х — на початку 1960-х років у місцях висилки кримських татар в Узбецькій РСР виник і почав набирати силу національний рух, який прагнув домогтися визнання державою необґрунтованості покарання народу за політичними мотивами, реабілітації, визнання існування окремого кримськотатарського етносу, повернення на історичну батьківщину і відновлення ліквідованої Кримської АРСР. Національний рух кримських татар не ставив собі за мету зміну політичного соціального ладу і комуністичної ідеології — навпаки, йшлося про те, щоб змусити чинну владу виконувати свої ж основні закони. Особливістю кримськотатарського руху в 1950—1960-і роки (так зв. «Перша хвиля») було те, що його лідерами були переважно комуністи, в тому числі партійні працівники, ветерани війни, учасники партизанського руху в Криму (Бекір Османов, Мустафа Селімов, Джеппаров Акімов та ін.).
Ще в 1940-і роки учасники партизанського руху Криму, що опинилися на засланні, протестуючи проти звинувачення всього народу в зраді, першими почали направляти індивідуальні та колективні звернення Сталіну і Ворошилову. Такі ж звернення направляли фронтовики, які повернулися з фронту. Масовий рух за повернення на батьківщину почався після смерті Сталіна і XX з'їзду КПРС. У ЦК КПРС стали приходити численні листи з проханнями про особисту та колективну реабілітацію.
Поверненню кримських татар до Криму протидіяло в першу чергу місцеве радянське і партійне керівництво. Так, 15 березня 1954 року, всього через місяць після того, як Кримська область зі складу РСФСР була передана до УРСР, Кримський обком партії надіслав листа першому секретареві ЦК КПУ Олексію Кириченку з проханням клопотати перед ЦК КПРС про заборону всім звільненим адміністративно-висланим 1944 року повертатися і проживати на території Кримської області. У 1956 році, перед виходом указів Президії Верховної Ради СРСР про відновлення національної автономії балкарського, чеченського, інгушського, калмицького та карачаївського народів, в УРСР була організована кампанія протестів і звернень жителів Криму, колишніх партизанів, обкому партії і ЦК КПУ в ЦК КПРС і особисто Микиті Хрущову. Хрущов, який очолював союзне партійне керівництво, був схильний йти назустріч вимогам українських керівників, які виступали категорично проти повернення кримських татар, оскільки потребував їхньої підтримки в боротьбі за зміцнення своєї влади.
Такі ж кампанії згодом організовувалися перед розглядом питання про реабілітацію 1966 року, а також перед розглядом питання про прописку і оргнабори кримських татар в липні-серпні 1973 року.
Українських керівників підтримували і партійні керівники Узбецької РСР. Так, звертаючись на початку 1954 року в Рада міністрів СРСР з проханням розглянути «питання про зняття всіх обмежень з спецпоселенців окремих категорій», керівники КП Узбекистану вважали за доцільне «залишити на спецпоселенні … особливо в Узбецької РСР кримських татар, виселених в 1944 р., в зв'язку з тим, що серед цих спецпоселенців проявляється багато ворожих настроїв і відбувається кримінальних злочинів. Так, за 1952—1953 р. по Узбецької РСР з 1188 засуджених за зухвалі кримінальні злочини засуджено кримських татар 1020 осіб».
Перший секретар ЦК КП Казахстану П. Пономаренко рекомендував не знімати з режиму спецпоселення не тільки молодих, а й «престарілих спецпоселенців — чеченців, інгушів, балкарців, оунівців», басмачів, кримських татар і білоруських куркулів", мотивуючи це тим, що «більшість з них є носіями найбільш реакційних і ворожих настроїв, організовують різні релігійні та націоналістичні угруповання, культивують серед молоді відсталі звичаї, відривають юнаків і дівчат від школи і суспільного життя».
Вперше за багато років відкрито про несправедливість, допущену щодо виселених народів, було сказано в доповіді М. С. Хрущова на XX з'їзді КПРС (25 лютого 1956 року). 28 квітня 1956 року Президія Верховної Ради СРСР видала указ «Про зняття обмежень щодо спецпоселення з кримських татар, балкарців, турок — громадян СРСР, курдів, хемшилів і членів їх сімей, виселених в період Великої Вітчизняної війни». Цим актом було встановлено, проте, що зняття обмежень не тягне за собою повернення майна, конфіскованого при виселенні, і що вони не мають права повертатися в місця, звідки були виселені.
З цього часу представниками національних еліт виселених народів почали вживатися активні спроби домогтися повернення на Батьківщину через звернення до вищого керівництва країни. В одному з перших таких звернень — листі п'яти кримськотатарських комуністів (вересень 1956 року), що був адресований членам Президії ЦК КПРС і М. А. Суслову, порушувалося питання про повернення кримських татар на Батьківщину, відновлення кримської автономії в складі УРСР, а також про повернення або компенсації за втрачене при виселенні майно. У зв'язку з цим листом Відділ парторганів ЦК КПРС доручив ЦК КП Узбекистану «провести додаткову роботу серед кримських татар, що зняття з них режиму спецпоселень не дає права на повернення в райони колишнього місця проживання і конфісковане у них майно», а також «дати необхідні роз'яснення» для «колишніх керівних працівників Криму».
24 листопада 1956 року ЦК КПРС прийняв постанову «Про відновлення національної автономії калмицького, карачаївського, балкарського, чеченського й інгушського народів». У постанові оголошувалося про повернення ряду виселених народів на батьківщину — на тій підставі, що «при великій територіальної роз'єднаності не створюється необхідних умов для всебічного розвитку цих націй» .

У той же час в ухвалі йдеться : 
 6. Визнати недоцільним надання національної автономії кримським татарам, раніше проживали в Криму, маючи на увазі, що колишня Кримська АРСР була автономією тільки татар, а являла собою багатонаціональну республіку, в якій татари становили менше однієї п'ятої частини всього населення, і що в складі РРФСР є татарське національне об'єднання — Татарська АРСР, а також те, що в даний час територія Криму є областю Української РСР.

 Разом з тим, з огляду на прагнення частини татар, які раніше проживали в Криму, до національного об'єднання, роз'яснити, що всі, хто забажає, мають право оселитися на території Татарської АРСР. 

 Зобов'язати Рада Міністрів Татарської АРСР і Татарський обком КПРС надавати необхідну допомогу в господарському і трудовому влаштуванні татарського населення, яке буде прибувати на постійне місце проживання в республіку.
 15 грудня 1956 року Рада міністрів УРСР видала секретну постанову «Про розселення татар, німців, греків, болгар, вірмен та інших осіб, які раніше проживали в Кримській області, а зараз повертаються з місць спецпоселення», в якому, посилаючись на «труднощі розселення і працевлаштування в довколишніх до Криму районах», визнав недоцільним «розселення на території Херсонської, Запорізької, Миколаївської та Одеської областей татар, німців, греків, болгар, вірмен та інших осіб, які раніше проживали в Кримській області, а зараз повертаються з місць спеціального поселення», і зобов'язав місцеві органи влади припинити прийом таких осіб, надати їм необхідну допомогу у виїзді за межі цих областей, а також за кордон УРСР, і розглянути питання про те, щоб сім'ї колишніх спецпоселенців, які вже проживають в зазначених областях, були розселені в інших областях республіки, а також за межами УРСР. 
Документ не був оприлюднений, але його зміст обговорювалося на зустрічі 5 січня 1957 року в ЦК КП Узбекистану з групою комуністів — кримських татар у кількості 50 осіб. За інформацією, спрямованою після зустрічі в ЦК КПРС, «в своїх виступах комуністи заявили, що вони будуть виконувати постанову ЦК КПРС від 24.11.56 р. і роз'яснювати це рішення кримським татарам, які проживають в Узбекистані. Однак вони вважають питання кримських татар невирішеним, тому <…> в подальшому будуть звертатися в ЦК КПРС».
9 січня 1957 року було видано укази Президій Верховних Рад СРСР і РРФСР про відновлення Чечено-Інгушської АРСР у складі Російської РРФСР. Того ж року державою було заплановано повернути в відновлену автономію 40 тисяч сімей. Фактично ж повернулося значно більше, що породило серед кримських татар впевненість в тому, що лише самовільне повернення в рідні місця спонукало владу почати організоване переселення. Крім чечено-інгушської, в січні 1957 року було відновлено автономії калмицького, карачіївського і балкарського народів. Осторонь від цього процесу реабілітації залишилися виселені німці, кримські татари, а також інші репресовані жителі Криму та Закавказзя. М. Геллер писав з цього приводу : «На жаль для кримських татар, вони не були 1956 року так добре організовані, так згуртовані, як чеченці й інгуші. Якби вони почали масове самовільне повернення до Криму, то, ймовірно, досягли б свого. У листопаді 1956 року, в зв'язку з подіями в Угорщині та інших країнах Східної Європи, радянське керівництво дуже побоювався ускладнень у власній країні і змушене було б піти кримським татарам на поступки. Але цього не сталося, і кримські татари надовго втратили свій історичний шанс».
Кримськотатарські комуністи, проте, робили наполегливі спроби зустрітися з вищим партійним керівництвом країни. У липні 1957 року на ім'я Першого секретаря ЦК КПРС Микити Хрущова було направлено лист 26 кримських татар з проханням про зустріч, але добитися цього не вдалося. За даними Відділу парторганів при ЦК КПРС, «тільки в червні і серпні відділом було отримано 17 колективних заяв, які в цілому були підписані 989 кримськими татарами».
У цей період в результаті активності колишнього секретаря Ялтинського міськкому, комісара Південного з'єднання партизан Криму Мустафи Селімова, письменника-фронтовика Шаміля Алядінова, письменника Юсуфа Болата, колишнього редактора газети «Червоний Крим» Джеппаров Акімова, розвідника-партизана Бекіра Османова, колишнього третього секретаря Кримського обкому партії, комісара Східного з'єднання партизанських загонів Криму Рефата Мустафаєва, колишнього секретаря Бахчисарайського райкому партії Веліулли Муртазаєва і ін. по всьому Узбекистану, майже у всіх Айон проживання кримських татар, були сформовані ініціативні групи з метою вирішення питання про повернення на Батьківщину і відновлення довоєнної державності Кримської АРСР. Очолювали їх ветерани війни, комуністи і довоєнна інтелігенція.
Перші ініціативні групи з'явилися восени 1957 року народження, а до середини 1960-х років вони діяли не тільки практично у всіх населених пунктах Узбекистану, але і в Казахстані, Таджикистані, Киргизії, РРФСР. Ініціативні групи створювалися на підприємствах і за територіальним принципом: вуличні — сільські (селищні) — міські — районні — обласні (регіональні) — республіканські. В ядро узбекистанської республіканської ініціативної групи — органу, який фактично керував рухом, — входили Джеппаров Акімов, Бекір Османов, Мустафа Селімов, Мустафа Халілов, Амза Аблаєв та ін. До середини 1960-х років в містах Ташкент, Чирчик, Янгиюль, Бекабад, Самарканд і Фергана утворилися регіональні центри руху. На зборах ініціативних груп обговорювалася підготовка до чергових акцій, обиралися делегати, повідомлялося про рішення Республіканської наради (вищого консультативного органу). Ініціативники, крім збору підписів і коштів на організацію виїзду делегатів до Москви, оплату адвокатів, які захищають кримських татар на політичних процесах, випускали підпільну літературу. Республіканська нарада збиралося щомісяця. У її роботі брали участь лідери найбільш впливових і активних регіональних ініціативних груп, які таким чином виробляли стратегію і тактику руху.
Ініціативні групи кінця 1950-х років забезпечили безпрецедентно масову петиційну кампанію: до вищих органів влади були спрямовані петиції, підписані десятками тисяч людей, а також тисячі індивідуальних листів. 1959 року активістами руху було направлено нове звернення до ЦК КПРС з 10 тис. підписів, а в березні 1961 року в адресу Президії ЦК КПРС надійшла петиція, скріплена вже 18 тисячами підписів. Ініціативні групи стали унікальною в радянських умовах формою соціальної мобілізації, що дозволила добитися легалізації несанкціонованої громадської активності.
Національний рух кримських татар в цілому характеризувалося демократичністю, масовістю, відсутністю ієрархічної структури, лояльністю до радянської влади і Комуністичної партії, які, на переконання лідерів руху, повинні були вирішити кримськотатарське національне питання. Ініціативні групи були позбавлені ознак політичної організації і діяли підкреслено відкрито. Ця відкритість і масовість на перших порах заважали владі паралізувати рух арештами та іншими силовими методами.
У 1957—1960 роки в Київ і Москву в пошуках справедливості кілька разів виїжджали делегації кримських татар з числа комуністів, колишніх партпрацівників і учасників партизанського руху, які передавали в ЦК КПРС колективні листи, підписані десятками тисяч кримських татар. У цих петицій, народних зверненнях, листах раз по раз викладалася трагічна історія депортації кримських татар, в них формувалася певна історіографічна традиція, перейнята прагненням прив'язати національний рух до «ленінської», партійної політики, представити його не ворожі, а союзної по відношенню до Радянської влади силою, яка протестує ні в якій мірі не проти системи, а лише проти нехтування «ленінських норм соціалістичної законності», проти «культу особи Сталіна», проти приватного свавілля у ставленні до кримських татар — помилки, яку Комуністична партія, виконуючи заповіти Володимира Леніна, повинна і може виправити. Саме в цих посланнях вперто формувалася легенда про Кримську АРСР, створеної за «ленінським декретом», як про ідеальну форму «національної соціалістичної державності» кримських татар, до якої треба повернутися, «відновивши» автономію.
Ці дії, однак, кваліфікувалися місцевими партійними органами як націоналістичні, підбурливі, що переслідували кар'єристську мету. Ось що говорив у своїй доповіді 3 лютого 1960 року перший секретар Ташкентського обкому КП Гуламов: «… окремі націоналісти з числа колишніх керівних працівників Криму, спраглі влади, переслідують кар'єристську мету, всупереч волі і бажанню татарського населення, граючи долею трудящих татар, підігрівають націоналістичні почуття повернення до Криму. Ці особи таємно від партійних організацій фабрикують і шляхом тиску збирають підписи під можливими заявами, проводять грошові збори і привласнюють зібрані кошти, наживаючись на цьому. Ці люди намагаються посилити вплив на татарську молодь шляхом поширення в її середовищі закликів націоналістичного змісту».
Незабаром пішли і перші арешти. 10—11 жовтня 1961 року Ташкентський облсуд розглянув справу по обвинуваченню Енвера Сеферова і Шевкета Абдураманова в антирадянській пропаганді та агітації і розпалюванні міжнаціональної ворожнечі. У вироку суду стверджувалося, що Сеферов, «використовуючи національні почуття татар, склав, розмножив і <…> поширював антирадянські документи, зміст яких був спрямований на підрив і ослаблення Радянської влади і проти заходів <…> партії і уряду», а Абдураманов "поширював їх серед жителів Чирчика ". Е. Сеферов був засуджений до семи, а Ш. Абдураманов — до п'яти років перебування в колонії суворого режиму.
З грудня 1961 по квітень 1962 року в Ташкенті діяв «Союз кримськотатарської молоді». Його члени — переважно студенти і молоді робітники — читали вірші російською і татарською мовами, обговорювали проблеми повернення на Батьківщину, історію власного народу. Першочерговим завданням у проекті програми Союзу вважалася роз'яснювальна робота для підняття національної свідомості і політичної активності кримських татар. 8 квітня 1962 р. четверо активістів організації були заарештовані, двоє з них були пізніше засуджені за звинуваченням у створенні антирадянської організації і керівництві нею, а також в антирадянській агітації і пропаганді на 4 і 3 роки позбавлення волі в колонії суворого режиму.
Багато з активістів «першої хвилі» отримали партійні стягнення, деякі були виключені з КПРС. В результаті цих репресій багато відійшли від активної діяльності на другий план, поступившись ініціативу молоді і влився в рух рядовим комуністам, робочим, колгоспникам, представникам інтелігенції, студентам, ветеранам війни. У правоохоронних органах активістів руху іменували «автономістами». У 1960-і роки дедалі більшу роль у русі почали грати молоді люди, які виросли вже в Середній Азії, з дитинства випробували безправ'я і свавілля влади. Вони були налаштовані куди більш радикально, ніж ініціатори руху, до 1944 року належали до кримськотатарської еліти.
Намагаючись налагодити контакти з колишніми репресованими народами, керівництво УзССР активізувало роботу щодо висунення їхніх представників на керівні посади в колгоспах, радгоспах, промисловості, в місцеві органи влади, профспілкові комітети. Ще в 1950-ті роки було прийнято рішення про організацію при Узгосфілармонії кримськотатарського музично-драматичного ансамблю, про випуск Держвидавом УзССР творів літератури кримськотатарською мовою. Була створена секція кримськотатарської літератури при Спілці радянських письменників Узбекистану, були організовані радіопередачі кримськотатарською мовою.
Новий підйом активності кримськотатарського руху був викликаний відстороненням від влади Микити Хрущова. Відразу ж після жовтневого Пленуму ЦК КПРС 1964 року представники кримськотатарського народу виїхали до Москви з метою домогтися вирішення національного питання від нового керівництва країни. Змінюючи одне одного, вони залишалися в Москві аж до XXIII з'їзду КПРС (березень 1966 р.). Так забезпечувалося постійне представництво кримських татар. Кожному делегату видавався мандат — документ, в якому були відображені його повноваження і основні вимоги народу, який він представляв. За цей час до вищих інстанцій було передано 24 томи листів зі 100 тисячами підписів. У ЦК КПРС були передані офіційні списки обраних народом «ініціативних груп сприяння партії і уряду у вирішенні національного питання кримськотатарського народу» (понад 5 тис. імен). З липня 1965 року в «самвидаві» почали публікуватися звіти («Інформації») про основні події в розвитку кримськотатарського національного руху.
4 серпня 1965 року в Кремлі відбулася зустріч групи кримських татар (більшість з них були ветеранами війни і членами КПРС) з головою Президії Верховної Ради СРСР Анастасом Мікояном. В основній доповіді, зробленій Різою Асановим, були викладені вимоги кримських татар — «організоване повернення і компактне розселення народу на історичній батьківщині, відновлення автономії, національних шкіл, розвиток мови, культури, освіти». Підкреслювалося, що будь-яке інше рішення питання, таке як «культурно-національна автономія», відкидається. За спогадами Р. Асанова, після прийому в Кремлі кримських татар стали «частіше підвищувати на посаді», збільшився набір студентів-кримських татар у вузи, що було пов'язано з бажанням влади «збити національний рух». Учасники руху, в свою чергу, прагнули його активізувати.
1966—1969 роки були відзначені найбільшою активністю кримськотатарського руху, в який прийшли опозиційно налаштовані щодо радянської влади і Комуністичної партії люди — вони вже не просили, а вимагали відновлення прав свого народу. Серед активістів виросла частка молоді. Почали з'являтися нові форми боротьби. У місцях проживання кримських татар і в Москві організовувалися численні мітинги, демонстрації, акції, приурочені до знаменних дат. Ці акції жорстко придушувалися правоохоронними органами.
Частина кримськотатарських активістів встановила контакти із правозахисним рухом. Через таких відомих дисидентів, як Олексій Костерін, Андрій Сахаров, Петро Григоренко та ін., про проблему кримськотатарського народу і його національний рух стає відомо за кордоном. Радіостанції «Свобода», «Голос Америки» та ін. дедалі частіше стали приділяти увагу порушенням прав кримських татар.
«Самвидавні» «Хроніка поточних подій» вже у 2-му випуску, в 1968 році, опублікувала «Звернення кримськотатарського народу до світової громадськості», де викладалася історія депортації і 12-річної організованої боротьби кримськотатарського народу за свої права. Надалі «Хроніка поточних подій» постійно повідомляла про всі перешкоди, які створювали влади на шляху повернення кримських татар на півострів; детально висвітлювала судові процеси Гомера Баєва в Сімферополі (1969), Мустафи Джемілєва і Іллі Габая в Ташкенті (1970), Мустафи Джемілєва в Омську (1976) та інші. Спеціальний 31-й випуск «Хроніки поточних подій» за 1974 рік, приурочений до 30-ї річниці депортації кримських татар, був цілком присвячений кримськотатарському національно-визвольному руху і містив найважливіші відомості про репресії, яких зазнали активісти цього руху, за 1966—1972 роки. Сама «Хроніка поточних подій» генетично була пов'язана з першими «Інформаціями» кримськотатарських «ініціативних груп»: саме ці «Інформації» наштовхнули майбутніх засновників «Хроніки» на саму ідею такого періодичного, строго інформаційного видання та послужили, як згадувала Наталя Горбаневська, «вихідної формою для майбутньої „Хроніки“». Разом з тим і «Хроніка поточних подій» зіграла в історії кримськотатарського руху неординарну роль — вона привертала увагу міжнародної громадськості до кримськотатарського руху, вводила цей рух в контекст загального опору режиму, порівнювала його жертви та його вимоги з діяльністю груп правозахисників в СРСР, з боротьбою за свої права «месхів» (турків-месхетинців) та інших репресованих народів, а також з розвитком релігійних рухів в СРСР.

Напередодні 50-річчя жовтневого перевороту ЦК КПРС знову повертається до розгляду кримськотатарської проблеми, і знову українська влада виступає категорично проти повернення кримських татар. Перший секретар ЦК КП України П. Шелест у своєму листі в ЦК КПРС писав : 
 Як відомо, Кримська АРСР не уявляла собою автономії тільки татар, а була багатонаціональною республікою… Кримські татари вже тоді складали лише п'яту частину населення. Якщо врахувати, що за минулий час населення Криму досягло майже 1,6 млн осіб…, а кількість кримських татар, які в даний час проживають в Узбекистані, не перевищує 160 тис., То зрозуміло, що для постановки питання про відновлення їх національної автономії в Криму немає ніяких підстав … 

 За 22 роки, які пройшли після виселення татар, місця їх колишнього проживання заселені. Трудящі Криму досягли великих успіхів у розвитку економіки і культури … Все, чим в даний час багатий Крим, створено працею людей, які зараз проживають в цій області … 

Частина населення Криму постійно працює на заводах та інших об'єктах оборонного значення, за вільним наймом у військових частинах, що в умовах прикордонної області, якої є Крим, теж має істотне значення. 

Повернення татар до місць колишнього проживання і пов'язана з цим необхідність переселення з Криму великої кількості теперішнього населення спричинили б великі збитки державним інтересам і було б великою несправедливістю по відношенню до сотень тисяч громадян Криму. 

З іншого боку, кримські татари, які зараз проживають в Узбекистані, тісно поєдналися з його економікою і культурою. Там їм створені всі необхідні умови для праці, навчання, підвищення матеріального і культурного рівня. Тому переселення татар до Криму негативно вплинуло б на економіку тих районів, де вони зараз проживають, а також на їх власне становище. 

Значна частина татарського населення Криму в період Великої Вітчизняної війни зраджувала Батьківщину, активно співпрацювала з німецько-фашистськими загарбниками, багато горя принесла населенню і викликала у нього ненависть. 

Відомо, наприклад, що більше 35 тис. добровольців — татар знаходилися в рядах німецьких збройних сил, тисячі татар добровільно служили в загонах самооборони, в німецької польової жандармерії, в охороні в'язниць, концентраційних таборів, шляхів сполучення, активно брали участь в операціях проти частин радянської армії, партизан і підпільників. 

Вони вели розвідку, проводили каральні експедиції і репресії проти мирних жителів. 

Після вигнання німців з Криму багато татар сховали зброю. При виселенні у них було вилучено понад 500 кулеметів, близько 8000 автоматів і гвинтівок, багато гранат і куль. 

Повертаючись до Криму, деякі особи загрожують місцевим жителям, розшукують майно і заявляють на нього свої права, викликаючи занепокоєння у жителів Криму. 

Все це ще раз підтверджує, що ніяких підстав для перегляду питання про неповернення татар до Криму немає.
 5 вересня 1967 був виданий Указ Президії Верховної Ради СРСР «Про громадян татарської національності, які проживали в Криму». Указ був опублікований в місцевій пресі і в офіційному виданні «Відомості Верховної Ради СРСР». У преамбулі документа говорилося, що «після звільнення в 1944 році Криму від фашистської окупації факти активної співпраці з німецькими загарбниками певної частини проживали в Криму татар були необґрунтовано віднесені до всього татарського населення Криму <…>». Указ скасував рішення державних органів у частині, яка мала огульні звинувачення щодо «громадян татарської національності, які проживали в Криму», але в той же час в ньому стверджувалося, що вони «вкоренилися на території Узбецької та інших союзних республік». У Постанові Президії Верховної Ради СРСР № 494, який прямував безпосередньо за Указом («Про порядок застосування ст. 2 Указу Президії Верховної Ради СРСР від 28 квітня 1956 г.»), роз'яснювалося, що «<…> громадяни татарської національності <…> і члени їх сімей користуються правом, як і всі громадяни СРСР, проживати на всій території відповідно до чинного законодавства про працевлаштування і паспортний режим».
Указ був представлений владою як реабілітаційний, проте його формулювання залишали місце для різних інтерпретацій, на що не забули вказати активісти кримськотатарського руху. Їхнє ставлення до цього документа знайшло своє вираження в Зверненні «Черговий крок у напрямку ліквідації кримськотатарського народу як нації», направленому в кінці вересня 1967 року в ЦК КПРС і до Президії Верховної Ради СРСР: «Указ 1967 г. — не реабілітація, не політична реабілітація і навіть не амністія. Це <…> Закон 1946, прикладений, пристосований до умов сьогодення [мався на увазі Закон РРФСР про скасування Кримської АРСР]». Головний підступ полягав у застереженні з приводу «паспортного режиму» — він змушував припускати створення владою адміністративних перешкод на шляху масового повернення до Криму.
Найгірші прогнози підтвердилися c приїздом перших репатріантів: практично ніхто з них прописаний не був. Згідно з відомостями, спрямованими першим секретарем Кримського обкому М. Кириченком у ЦК КПРС у жовтні 1973 року, в 1967 році в Криму вдалося оселитися і прописатися всього 23 кримським татарам, в 1968—1447 (з них 1188 за оргнабором робочої сили), в 1969—1041 (679), в 1970—515 (277). У 1970-ті роки тенденція не змінилася, а з кінця 1970-х прописка в Криму для кримських татар фактично припинилася.
Таким чином, Указ від 5 вересня 1967 року, що декларував право кримських татар жити на всій території СРСР, так і не вирішив головного питання кримськотатарської проблеми — масового повернення народу до Криму.
За словами Решата Джемілєва, на зустрічі в Кремлі двадцяти представників кримськотатарського народу з вищим керівництвом країни з приводу рішення кримськотатарського питання, що відбулася 21 липня 1967 року, що голова КДБ Юрій Андропов особисто пообіцяв звільнити після прийняття Указу засуджених за участь в національному русі кримських татар, а також відновити в лавах КПРС комуністів — учасників руху. Нічого подібного, проте, не відбулося. Навпаки, після придушення «Празької весни» радянська влада продовжили репресії проти активістів руху.
Характерно, що деякі офіційні постанови, щодо кримських татар, тривалий час залишалися секретними — зокрема, Укази Президії Верховної Ради СРСР від 3 листопада 1972 року і від 9 січня 1974 р. знімали обмеження у виборі місця проживання з кримських татар. І після того, як Указом від 9 січня 1974 року офіційно було скасовано статтю 2 Указу Президії Верховної Ради СРСР від 28 квітня 1956 року, яка забороняла кримським татарам повертатися до Криму, відповідальні чиновники продовжували посилатися на Укази від 28 квітня 1956 року і від 5 вересня 1967 р. так, ніби наступного скасування зовсім і не було.
У 1970—1980-ті рр. були засуджені (деякі повторно) багато активні учасники руху кримських татар за повернення на батьківщину, серед них Мустафа Джемілєв, Джеппаров Акімов, Юрій Османов, Роллан Кади, Айше Сеітмуратова, Решат Джемілєв.
Кримськотатарські історики і теоретики нового покоління, що сформувалися як мислителі в роки «хрущовської відлиги», були налаштовані щодо радянської влади набагато більш скептично, ніж їхні попередники. Так, історик Айше Сейтмуратова, яка працювала в Самаркандському університеті над кандидатською дисертацією з офіційно затвердженої теми «Внесок робітничого класу в культурний і технічний прогрес Узбекистану: 1946—1956 рр.», таємно готувала зовсім інший рукопис у масштабі дисертаційного дослідження «Національний рух кримських татар», завершений до кінця 1960-х років. Національний пафос досліджень нового типу і їх явний «антирадянський» настрій зумовлював головні висновки: ні з російським імперіалізмом, який здійснив анексію Криму, ні з більшовицьким режимом кримськотатарському народу не по дорозі. У розвиток цієї концепції до кінця 1970-х рр. значний внесок вніс завершена праця в рукописі Решата Джемілєва «Крим — кримські татари і мої роздуми». Трактат в СРСР не виданий, але добре відомий співвітчизникам своїми висновками про необхідність боротьби за кінцеву мету — національне відродження і незалежність Криму, законне історичне право володіти яким має лише кримськотатарський народ.
Тим часом державою приймалися спеціальні постанови та укази про посилення паспортного режиму в Кримській та прилеглих областях. 15 жовтня 1978 р. Радою Міністрів СРСР було прийнято постанову № 700 «Про додаткові заходи щодо зміцнення паспортного режиму в Кримській області», спростити процедуру виселення кримських татар з Криму. У 1967—1987 рр. в Криму були засуджені за порушення паспортного режиму понад 300 кримських татар. Деякі сім'ї кримських татар видворялися з Криму по кілька разів, а їх будинки зносилися

### Перебудова
Новий стимул кримсько-татарському національному рухові надала горбачовська « Перебудова».
Кримськотатарський національний рух, який висловив прагнення всього кримськотатарського народу домогтися повної моральної та юридичної реабілітації та повернення з місць заслання на свою історичну батьківщину — до Криму, в той період не був єдиним — його представляли різні «ініціативні групи».
11-12 квітня 1987 року в Ташкенті відбулося Перша Всесоюзна нарада ініціативних груп руху, учасниками якого був прийнятий текст Звернення кримськотатарського народу Генеральному секретарю ЦК КПРС Михайлові Горбачову, де викладалися основні вимоги кримськотатарського народу. Було вирішено направити текст Звернення Горбачову, скріпивши його підписами учасників Всесоюзної наради, а потім почати під ним збір підписів співвітчизників. Передбачалося відправити в Москву численну делегацію, якщо через місяць після передачі тексту Звернення перераховані в ньому народні представники не будуть викликані до Москви для прийому на високому рівні і якщо не відбудеться суттєвих зрушень у вирішенні кримськотатарської проблеми. Делегати повинні були не тільки домагатися прийому керівництва ЦК КПРС, а й широко інформувати громадськість про національну проблему кримських татар. Для створення координаційної групи національного руху і проведення роботи на місцях були обрані ще 20 представників, які разом з вибраними раніше шістнадцятьма активістами склали Центральну ініціативну групу (ЦІГ).
Влітку 1987 року ЦІГ провела в Москві серію публічних акцій і зустрічей з московськими правозахисниками та активістами зародження опозиційного руху (прес-клуб «Гласність»), представниками демократично налаштованої інтелігенції, а також з посадовими особами ЦК КПРС і Президії Верховної Ради СРСР. За даними національного руху, в рамках акцій кримських татар, що почалися 20 червня, в Москві побувало в цілому понад півтори тисячі осіб, а найбільше число делегатів — близько 1100 осіб — знаходилося в столиці в кінці липня — початку серпня. Вимоги представників кримських татар підтримали Євген Євтушенко, Булат Окуджава, Анатолій Приставкін, Сергій Баруздін, Віталій Дудинцев. 26 червня делегація кримських татар була прийнята заступником голови Президії Верховної Ради СРСР П. Демічевим. Демічев лише пообіцяв передати вимоги кримських татар Горбачову і запропонував делегатам роз'їхатися — але вони були повні рішучості стояти до кінця. 6 липня близько 120 кримських татар провели демонстрацію на Червоній площі, вимагаючи повернення на Батьківщину і відновлення в правах, після чого їх представників знову прийняв Демічев.
9 липня рішенням Політбюро ЦК КПРС була створена державна комісія під керівництвом голови Президії ВР СРСР Андрія Громи́ка для розгляду кримськотатарського питання. До складу комісії увійшли голова КДБ СРСР В. Чебріков, голова Ради Міністрів Української РСР В. Воротніков, перший секретар ЦК КП України В. Щербицький, перший секретар ЦК КП Узбекистану І. Усманходжаев, заступник голови Президії Верховної Ради СРСР П. Демічев, член Політбюро ЦК КПРС А. Яковлєв, секретарі ЦК КПРС А. Лук'янов і Г. Розумовський. Про створення комісії на чолі з А. А. Громиком для розгляду «комплексу проблем, які піднімаються в листах кримських татар», стало відомо лише 23 липня через вечірнього «Повідомлення ТАРС». Тон «Повідомлення ТАРС» і особливо історична преамбула, в якій в черговий раз повторювалися звинувачення у «співпраці частини татарського населення з німецько-фашистськими окупантами», викликали бурю обурення серед кримськотатарських представників. По суті, «Повідомлення ТАРС» виправдовувало депортацію кримських татар і указ Президії Верховної Ради СРСР № 493 від 5 вересня 1967 року «Про громадян татарської національності, які проживали в Криму», багато років визначав офіційну політику по відношенню до депортованих кримських татар і мав на меті "укорінення "кримських татар у місцях вигнання. І зрозуміло, в повідомленні знову повторювалися посилання на те, що «в Криму створилася зовсім інша ситуація», що там проживає близько 2,5 млн осіб і «дане питання необхідно розглядати в реально ситуації, що склалася, в інтересах всіх народів країни».
У 1987—1988 роках ЦІГ мала статус постійного органу в період між Всесоюзними нарадами кримськотатарського руху і визнавалася більшістю його ініціативних груп. З квітня 1988 року по вирішенню 4-го Всесоюзного наради видавався «Вісник Національного руху кримських татар», відповідальним редактором якого був Мустафа Джемілєв. «Вісник» формувався як інформаційний бюлетень, де день за днем, починаючи з 2 квітня 1988 року, охоплювалися всі події, що мають відношення до національно-визвольної боротьби кримськотатарського народу (мітинги, демонстрації, зібрання представників «ініціативних груп», акції Дня національної жалоби 18 травня тощо). «Вісник Національного руху кримських татар» виходив недовго, але охопив найважливіший, переломний в історії кримськотатарського руху період (весну-літо 1988 року).
На Всесоюзній нараді представників ініціативних груп, що проходила з 29 квітня по 2 травня 1989 року в місті Янгіюлі, було прийнято рішення заснувати на базі наявних ініціативних груп суспільно-політичну Організацію кримськотатарського національного руху (ОКНР), що стала наступником ЦІГ.
Частина ініціативних груп — наприклад, так звана Ферганська долинна група Юрія Османова (користувалася впливом серед кримських татар Ферганської долини Узбекистану і Ленінабадської області Таджицької РСР) — не увійшла в ЦІГ, ставши основою формування Національного руху кримських татар (НДКТ). Не потрапила до ЦІГ і угруповання Роллана Кадиева (Самарканд).
Крім того, існувала група цілком успішних партійних, радянських і господарських працівників і наукової, медичної, культурної інтелігенції з числа кримських татар, без чітко вираженого лідерства, але з добре відомими в народі іменами — таких як посол в одній з північноафриканських країн, а раніше міністр будівництва Узбекистану Сервер Омеров, раніше просував проект Мубарекском зони, керівник великого будівельного підрозділу Узбекистану Лентун Безазієв, директор Державного архіву Латвійської РСР Рефат Чубаров, звільнений секретар парткому Ташкентського політехнічного інституту Февзі Якубов та ін.
9 червня 1988 року від імені комісії Андрія Громика було опубліковано Повідомлення ТАРС, в якому обґрунтовувалася неможливість і недоцільність повернення татар до Криму, що викликало нову хвилю масових протестів кримських татар.
Ситуація в Середній Азії, між тим, стрімко загострювалася, і проблему раніше депортованих етнічних груп, розселених тут, потрібно вирішувати негайно. Сигналом послужили події в Фергані, пов'язані з турками-месхетинцями. Спалах етнічного конфлікту продемонстрував, що ніякої інтеграції переселенців до місцевого соціум не відбулося і слід очікувати нових масових заворушень на цьому ґрунті. Рух за повернення серед депортованих, в тому числі і кримських татар, набув масового характеру.
В результаті акцій, організованих національними організаціями кримських татар, а також завдяки кампаніям на їхню підтримку в СРСР і за кордоном, радянська влада була поставлена перед необхідністю вирішення проблеми кримських татар. 12 липня 1989 року обраний I З'їздом народних депутатів СРСР Рада національностей сформувала Комісію з проблем кримськотатарського народу (голова Геннадій Янаєв). До її складу увійшли 14 осіб, серед них і четверо кримських татар (Джульверн Аблямитов, Айдер Куркчі, Аксе Сеітмеметов, Фікрет Сефершаев).
14 листопада ВР СРСР прийняла Декларацію «Про визнання незаконними і злочинними репресивних актів проти народів, що зазнали насильницького переселення і забезпечення їх прав».
Через два тижні, 28 листопада 1989 року, ВР СРСР своєю Постановою № 845-1 схвалив «Висновки і пропозиції комісії з проблем кримськотатарського народу». Цей документ передбачав повну політичну реабілітацію кримськотатарського народу і скасування нормативних актів репресивного і дискримінаційного характеру, а також визнавав законним правом кримськотатарського народу повернення в «місця історичного проживання і відновлення національної цілісності», здійснення перегляду справ, порушених за участь в кримськотатарському національному русі, «відновлення автономії Криму шляхом утворення Кримської АРСР у складі Української РСР», що «відповідало б інтересам до ак кримських татар, так і представників інших національностей, що проживають нині в Криму». Завдання повернення до Криму пропонувалося вирішувати шляхом організованого, групового та індивідуального переїзду. Комісія Геннадія Янаєва визнавала за необхідне запропонувати Раді Міністрів СРСР переглянути постанову «Про обмеження прописки громадян в деяких населених пунктах Кримської області і Краснодарського краю» від 24 грудня 1987 року і зняти обмеження для кримських татар.
На виконання рішень Верховної Ради СРСР в січні 1990 року була створена державна комісія з проблеми кримських татар (голова В. Х. Догужієв), куди увійшли представники союзних міністерств і відомств, українського уряду, Кримоблвиконкому і п'ять чоловік від кримських татар. Комісією була розроблена комплексна програма і першочергові заходи щодо їх організованого повернення до Криму. Програма передбачала організоване переселення кримських татар на півострів протягом 1990—2000 років (в основному воно мало здійснитися в 1991—1996 роках). Фінансування програми передбачало виділення цільових коштів з фондів Узбецької, Таджицькій РСР, РРФСР та Української РСР. Передбачалося також забезпечити розвиток духовної культури, відродження мови, налагодити підготовку фахівців та ін.
11 липня 1990 Рада міністрів СРСР прийняла Постанову № 666 «Про першочергові заходи щодо вирішення питань, пов'язаних з поверненням кримських татар у Кримську область».
1 листопада 1990 Рада національностей Верховної Ради СРСР прийняла постанову № 1771-1 «Про хід здійснення першочергових заходів, пов'язаних з поверненням кримських татар у Кримську область».
12 лютого 1991 року Верховна Рада Української РСР прийняла Закон «Про відновлення Кримської Автономної Радянської Соціалістичної Республіки», згідно зі статтею 1 якого Кримська АРСР проголошувалася в межах території Кримської області в складі Української РСР.
Вищим органом державної влади на території Кримської АРСР, згідно з цим законом, тимчасово (до утвердження Конституції Кримської АРСР і створення конституційних органів державної влади) була визнана Кримська обласна Рада народних депутатів. 22 березня 1991 року Кримська обласна Рада народних депутатів був перетворена в Верховну Раду Кримської АРСР, і їй було доручено розробити Конституцію Криму. Через 4 місяці, 19 червня, згадка про кримську автономію було включено до конституції Української РСР 1978 року.
Під кінець 1991 року Меджлісом кримськотатарського народу був розроблений і представлений громадськості проект «Конституції Кримської Республіки» як альтернатива офіційному проекту «Конституції Республіки Крим», схваленому Верховною Радою Кримської АРСР 26 грудня 1991 р..
З початком повернення кримських татар на батьківщину Верховна Рада СРСР своєю постановою від 7 березня 1991 року скасувала дію указу від 5 вересня 1967 року.
Масове повернення татар до Криму стихійно почалося в 1989 році, і до початку 2000-х років у Криму проживало близько 250 тис. кримських татар (243 433 особи за всеукраїнським переписом 2001 року), з них у Сімферополі — понад 25 тис., у Сімферопольському районі — понад 33 тис., або понад 22 % населення району.